# Larguía
Larguía es una localidad argentina ubicada en el departamento Iriondo de la provincia de Santa Fe.
Se halla sobre la ruta nacional 34, la cual la vincula al sudeste con Totoras y al norte con Clason. Depende administrativamente de la comuna de Totoras, de cuyo casco urbano dista unos 6 km al noroeste. Se formó en torno a una estación del actual Ferrocarril General Belgrano, actualmente clausurada. El nombre se debe a Facundo Nicolás Larguía (1822-1885) propietario de los campos aledaños en el siglo XIX y fundador de la colonia Larguía en 1880.

## Población
Cuenta con 54 habitantes (Indec, 2010), lo que representa un descenso del 75% frente a los 218 habitantes (Indec, 2001) del censo anterior.
| Gráfica de evolución demográfica de Larguía entre 1991 y 2010 |
|                                                               |
| Fuente: Censos nacionales del INDEC                           |